# كونان غراي
كونان لي جراي (من مواليد 5 ديسمبر 1998)  هو مغني وكاتب أغاني أمريكي وشخصية على وسائل التواصل الاجتماعي من جورج تاون، تكساس.

## النشأة
ولد جراي في 5 ديسمبر 1998، في ليمون جروف ، كاليفورنيا،[محل شك] لأب أبيض من أصول إيرلندية وأم يابانية. عندما كان رضيعًا، انتقلت عائلته إلى هيروشيما باليابان، نظرًا لحاجة جده إلى رعاية طبية. بعد العيش هناك لمدة عامين، عادت العائلة إلى كاليفورنيا. اعتاد جراي على التحدث باللغة اليابانية بطلاقة، لكنه فقد كفاءته منذ ذلك الحين.
انفصل والدا جراي عندما كان عمره ثلاث سنوات. في فيديو «ارسم حياتي»، يعرض تفاصيل تجاربه مع الطلاق عندما كان طفلاً صغيرًا. عندما كان والده في الجيش، انتقل جراي 12 مرة طوال طفولته، وانتقل ثلاث مرات خلال الصف السادس وحده. كثيرا ما تعرض جراي للتنمر طوال المدرسة الابتدائية. في وقت من الأوقات، كان واحدًا من خمسة أطفال نصف آسيويين في مدرسته.
استقر جراي في النهاية في جورج تاون ، تكساس، كطفل في سن المراهقة حيث بقي لبقية سنوات مراهقته. تم قبوله في جامعة كاليفورنيا، وانتقل إلى مجمع سكني في لوس أنجلوس ، كاليفورنيا في سبتمبر 2017.

## التأثير الفني

### التأثيرات

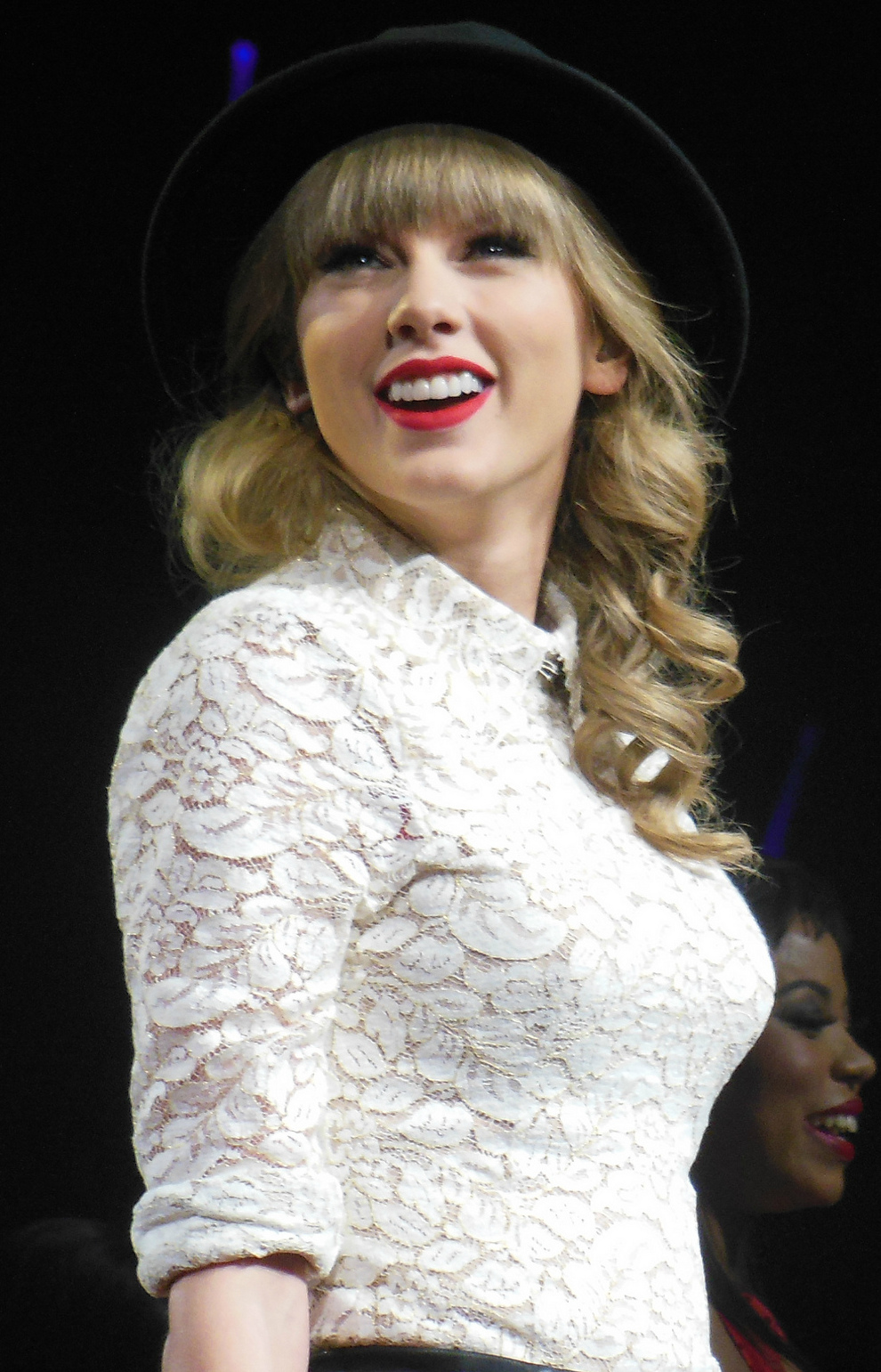
صرح جراي بأن تايلور سويفت أثرت به «ككاتب وإنسان»

استشهد جراي بتايلور سويفت باعتبارها أكبر مصدر إلهام له، مشيرًا إلى أنه «نشأ على يد [تايلور]» وأنه «أكبر سويفت». قال لمجلة بيبول ، «أنا أحبها كثيرًا. أنا أحب موسيقاها. أنا أحب ما تفعله. أنا أحب غنائها. أحب الطريقة التي تعاملت بها مع حياتها المهنية. لقد نشأت وأنا أستمع إلى موسيقاها منذ أن كنت في التاسعة من عمري. أشعر وكأنها شكلتني كشخص».
قام جراي بتسمية لورد كواحد من مصادر إلهامه الأساسية الأخرى، 
تم تسمية جراي بـ «أمير البوب لمراهقي الإنترنت الحزينين» من قبل Teen Vogue .

## ديسكغرفي

### ألبومات الاستوديو
| عنوان   | تفاصيل                                                                                          | مراكز الرسم البياني الذروة | مراكز الرسم البياني الذروة | مراكز الرسم البياني الذروة | مراكز الرسم البياني الذروة | مراكز الرسم البياني الذروة | مراكز الرسم البياني الذروة | مراكز الرسم البياني الذروة | مراكز الرسم البياني الذروة | مراكز الرسم البياني الذروة | مراكز الرسم البياني الذروة |
| عنوان   | تفاصيل                                                                                          | نحن </br>                  | أستراليا </br>             | BEL </br> (فلوريدا) </br>  | يستطيع </br>               | غضب </br>                  | NLD </br>                  | ولا </br>                  | نيوزيلندي </br>            | منتجع صحي </br>            | المملكة المتحدة </br>      |
| ------- | ----------------------------------------------------------------------------------------------- | -------------------------- | -------------------------- | -------------------------- | -------------------------- | -------------------------- | -------------------------- | -------------------------- | -------------------------- | -------------------------- | -------------------------- |
| كيد كرو | - تاريخ الصدور: 20 مارس 2020 - التصنيف: جمهورية، UMG - التنسيقات: CD ، LP ، DL ، الجري، الكاسيت | 5                          | 26                         | 49                         | 5                          | 20                         | 43                         | 32 </br>                   | 32                         | 39                         | 30                         |

## روابط خارجية
- كان لعشاق كونان جراي مقعد في الصف الأمامي على طريقه إلى النجم الصاعد - وثائقي من تأليف Uproxx وHonda
- [https://www.instagram.com/conangray/ Conan Gray

] على إنستغرام